# Kasteel Azuchi

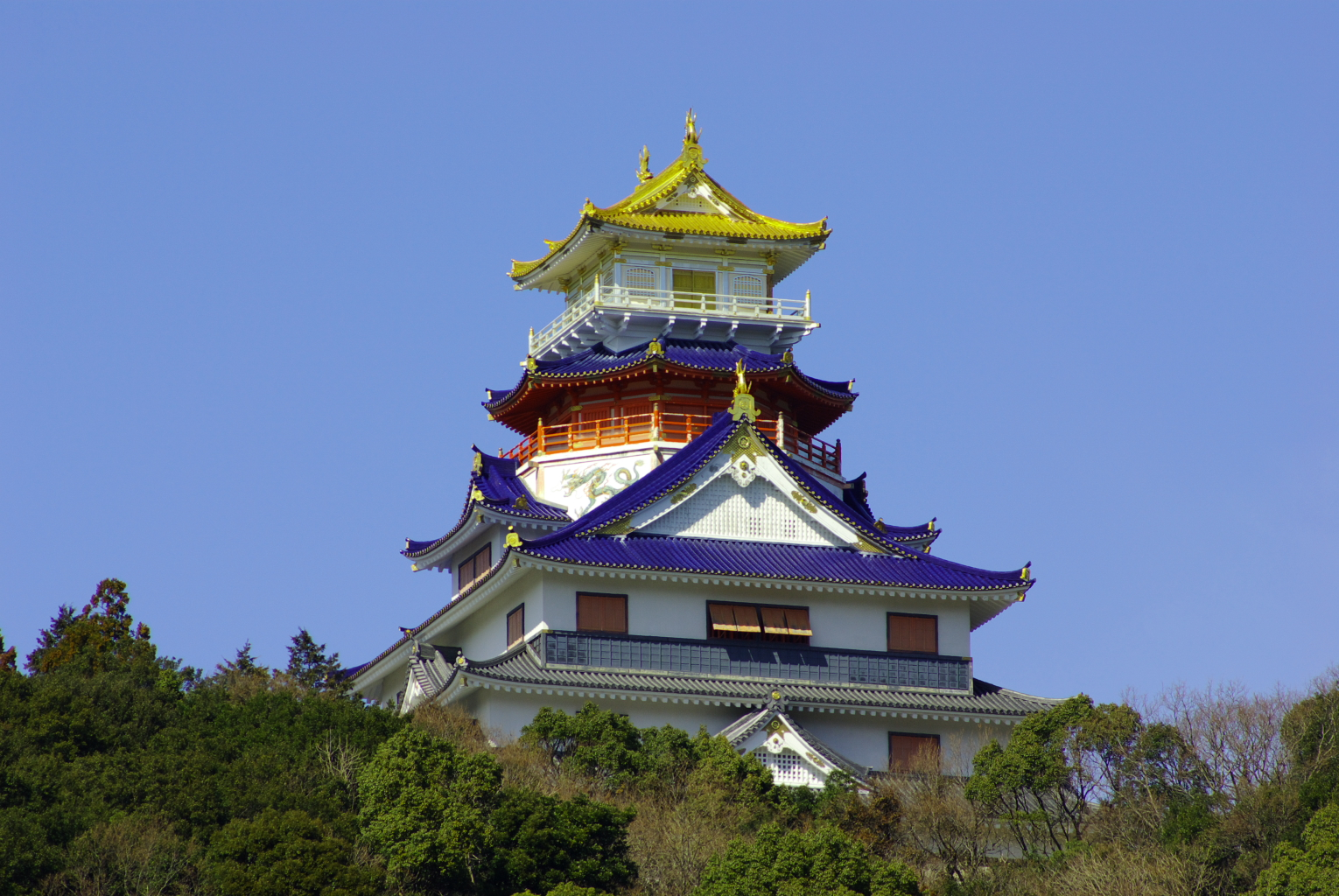
Nagebouwde versie van het kasteel van Azuchi

Het kasteel van Azuchi (安土城, Azuchi-jō) werd gebouwd door Oda Nobunaga tijdens de Azuchi-Moyoyama-periode (1568-1603) en nam drie jaar (1576-1579) in beslag.

## Azuchi-Momoyama-periode
De Azuchi-Momoyama-periode (安土桃山時代) (1568 – 1603) begon kort na de overname van Kyōto in 1568 door Oda Nobunaga (織田信長) (1534 – 1582). Deze periode volgde na de Sengoku periode, wat een van de woeligste perioden uit de Japanse geschiedenis was. De naam van deze periode was te danken aan de verblijfplaatsen van Oda Nobunaga en zijn opvolger, Toyotomi Hideyoshi (豊臣秀吉) (1537 – 1598). Oda Nobunaga verbleef immers in zijn kasteel te Azuchi, terwijl Toyotomi Hideyoshi in zijn Kasteel Fushimi-Momoyama verbleef.
Oda Nobunaga slaagde erin controle te krijgen over de provincie Owari (尾張) in 1559. Zoals vele andere daimyo die hem voor waren gegaan, geloofde Oda in de eenmaking van Japan. Oda kon zich in 1568 vestigen in Kyōto en vandaar probeerde hij zijn tegenstanders een voor een te elimineren. Hij probeerde vrede en politieke stabiliteit te brengen in Japan door het invoeren van een gecentraliseerde controle. Deze kon enkel gerealiseerd worden als hij genoeg macht had. Oda Nobunaga legde de grondslag voor de hereniging van Japan, die later voltrokken zou worden door Toyotomi Hideyoshi. Hij werd een van de machtigste krijgsheren in het centrale deel van Japan. Om dit te weerspiegelen bouwde hij het kasteel te Azuchi, ook bekend als Azuchi-jō.

## Azuchi-jō

### Locatie
Oda bouwde het kasteel van Azuchi op veertig kilometer ten oosten van Kyōto. Kyōto was in de Azuchi-Momoyama-periode de thuisbasis van het keizerlijke hof. Het kasteel werd gebouwd aan de oevers van het Biwa-meer, een locatie die zeer geschikt was voor de bouw van een kasteel omdat zij op een kruispunt van drie grote wegen lag die alleen vanuit Kyōyto vertrokken. Zodoende was deze locatie strategisch van groot belang, omdat Oda Nobunaga zo de hoofdwegen naar Kyōto kon controleren. Hij kon uitkijken over de stad, maar het stond er ver genoeg vanaf om beschut te zijn tegen branden en opstanden die in de stad regelmatig ontstonden. Bovendien kon Oda zijn voornaamste tegenstanders in het oog houden. Dit deed hij door onder meer de handelsroutes en transportwegen te controleren. Daardoor kon hij in de gaten houden of een van zijn tegenstanders een opstand beraamde, bijvoorbeeld doordat er meer wapens werden getransporteerd naar de domeinen van zijn vijanden. Het Biwa-meer was bovendien een toegang tot het watertransport, dat Oda gebruikte om materialen aan te voeren voor de bouw van zijn kasteel.

### Bouw
Toen door de Portugezen vuurwapens werden geïntroduceerd in Japan, was het belangrijk dat kastelen, zoals het kasteel van Azuchi, beschermd werden tegen deze destructieve wapens. Oda Nobunaga was zich bewust van de schade die vuurwapens, zoals het kanon, konden veroorzaken. Hij besloot om een betere versteviging van zijn kasteel te realiseren door gebruik te maken van steen als bouwmateriaal in plaats van hout.
Het kasteel van Azuchi was een van de eerste kastelen die op een heuvel werden gebouwd. De brede stenen basis, de locatie boven op een heuvel en de hoge centrale hoofdtoren werkten in het voordeel van de kasteelheer bij eventuele aanvallen. Het bouwen van kastelen op een heuvel heeft als voordeel dat eventuele aanvallen sneller opgemerkt kunnen worden. Bovendien was het platte landschap aan de voet van de heuvel ideaal voor het bevechten van vijanden, terwijl de heuvel op zich al een zekere mate van bescherming bood. Het kasteel te Osaka en het Kasteel Himeji zijn twee andere voorbeelden van kastelen die gebouwd werden op basis van dezelfde principes.
Oda Nobunaga was bovendien ook de eerste die gebruik maakte van een tenshu. De term tenshu verwees naar de belangrijkste toren van het kasteel. Deze bezat een machtige en symbolische rol. De eerste tenshu waren simpele observatietorens die gebouwd waren op de top van residentiële gebouwen of op het dak van andere torens. Tenshu werden gebruikt voor observatie, opsluiten van gevangenen, beschermen van waterbevoorradingen en als een commandopost voor de kasteelheer ten tijde van belegeringen.
In 1576, bij de bouw van het kasteel te Azuchi, werd de tenshu een symbool van de macht en invloed van de kasteelheer. Kastelen dienden vanaf dat moment niet enkel een uitsluitend militair nut, maar kregen een meer politieke rol. De stijl van de tenshu kreeg met andere woorden een grotere symbolische waarde waarbij oog voor detail en schoonheid belangrijke aspecten werden. De tenshu van het kasteel te Azuchi leek, van buitenaf, zes verdiepen hoog. Aan de binnenkant echter telde hij zeven verdiepingen. Een geheime verdieping in deze tenshu bouwen was een defensieve strategie die later zeer populair werd bij het bouwen van Japanse kastelen.
Het interieur van het kasteel van Azuchi zou volgens de overleveringen van Luis Frois overvloedig versierd zijn geweest. De eerste verdieping werd gebouwd uit steen en gebruikt als opslagplaats. De muren van de tweede, derde en vierde verdieping waren bedekt met goud en versierd met schilderijen van pruimenbloesems. Er waren ook talrijke schilderijen van ganzen, monniken, boeren en bloemen. Kanō Eitoku, een beroemde schilder van de Azuchi-Momoyama-periode, had veel van deze schilderijen geschilderd. De vijfde verdieping diende als zolder. De achthoekige zesde verdieping bevatte rode gelakte zuilen, vergulde muren en een verguld plafond. De zevende verdieping bestond uit een vierkante kamer van vijf bij vijf meter, waarvan de muren bedekt waren met goudblad. Op het gebied van schilderijen kenmerkte het kasteel van Azuchi het begin van het gebruik van decoratieve muurschilderijen die vanaf de Azuchi-Momoyama-periode een integraal deel werden van militaire, paleisachtige en religieuze architectuur.

### Doel
Het kasteel van Azuchi werd gebruikt voor politieke onderhandelingen en vergaderingen. Vanaf de Azuchi-Momoyama-periode hadden kastelen een meer politieke functie dan de voordien uitsluitend militaire. Deze verandering in identiteit van de kastelen bracht meer mensen naar de zone rond de kastelen en was een belangrijke factor bij de vorming van de kasteelsteden. Dit was ook het geval voor de kasteelstad 'Azuchi'.
Het kasteel van Azuchi had een dominerende indruk van stabiliteit en orde. Terwijl de mensen aangegrepen waren door de schoonheid van het kasteel, werd tegelijkertijd de boodschap begrepen die Oda wilde maken. Het kasteel was niet alleen een verklaring van de macht van Oda Nobunaga, het was ook een teken dat een nieuwe periode was begonnen. De verklaring daarachter was terug te vinden in de plaats en de wijze waarop Oda Nobunaga zijn kasteel heeft gebouwd.
Het kasteel werd gebouwd op een plaats ver weg van al de overblijfselen van het verleden. Oda Nobunaga bouwde zijn kasteel op een afgelegen gebied buiten de hoofdstad. Hij importeerde mensen van alle klassen en beroepen en bouwde voor hen huizen rond het kasteel. Zo creëerde hij een stad, zijn eigen kasteelstad 'Azuchi'. Azuchi werd op deze manier een nieuwe, innoverende Japanse kasteelstad met een bloeiend centrum waar ook een moderne en internationale cultuur aanwezig was.

### Ondergang
De constructie van het Azuchi-jō begon in 1576 en duurde ongeveer drie jaar. In 1582, drie jaar na de voltooiing van het kasteel te Azuchi, werd het kasteel vernield. In 1582 werd Oda Nobunaga tijdens zijn verblijf in de tempel Honnōji te Kyōto overvallen door een vazal, Akechi Mitsuhide, die een grote wrok tegen hem koesterde. Zelfmoord was de enige eervolle uitweg voor Oda Nobunaga. Na zijn dood werd het kasteel platgebrand. Al wat overbleef waren ruïnes van muren en treden op een helling nabij het Biwa-meer.